# 戰遊網西雅圖
戰遊網西雅圖（英文：Wargaming Seattle）是一間戰遊網旗下的電子遊戲開發工作室，該工作室前身為 Powered Games，創始人為克里斯·泰勒（橫掃千軍系列以及數款Cavedog Entertainment開發的其他遊戲創始者）。

## 歷史
- 1998年5月，克里斯·泰勒創辦了Gas Powered Games。
- 2002年4月，推出由微軟遊戲工作室發行的《末日危城》。
- 2003年11月，推出與Mad Doc Software（今Rockstar New England）合作開發的《末日危城》獨立資料片《亞蘭納傳奇》。
- 2005年8月，推出《末日危城》續作《末日危城II》。
- 2006年3月，Take-Two Interactive買下《末日危城》系列發行權，Gas Powered Games與微軟結束了長達四年的合作關係。[1][2]
- 2006年8月，Take-Two Interactive旗下的2K Games推出《末日危城II》資料片《破碎的世界》。
- 2007年2月，推出由THQ發行的《最高指揮官》即時戰略遊戲，克里斯聲稱該遊戲為《橫掃千軍》系列的精神續作。
- 2007年5月，宣布與SEGA共同合作的原創RPG，隔月宣布作品名稱為《Space Siege（英语：Space Siege）》
- 2007年11月，《最高指揮官》資料片《鋼鐵同盟》推出[3]
- 2008年1月，公開《神人》，靈感來自於《魔獸爭霸III》模組《DotA》，是一款具有RPG与RTS雙要素的遊戲。[4]
- 2008年8月，《Space Siege》上市。
- 2008年11月，史克威爾艾尼克斯宣布將跟Gas Powered Games合作開發《最高指揮官 2》[5]。
- 2009年4月，《神人》上市。
- 2010年3月，《最高指揮官2》上市。
- 2011年2月，Gas Powered Games宣布接手《世紀帝國Online》的開發工作，將取代原先的羅伯特娛樂[6]。同時也宣布使用《最高指揮官2》遊戲引擎所開發的新遊戲《Kings and Castles（英语：Chris Taylor's Kings and Castles）》[7] 。
- 2013年1月，全新的遊戲開發計畫《Wildman》開始在Kickstarter網站上募資。[8]
- 2013年2月，Kickstarter網站上的《Wildman》計畫被取消[9]，數日後宣布戰遊網收購工作室[10]。

## 遊戲
| 標題                   | 年份        | 平台              |
| ---------------------- | ----------- | ----------------- |
| 末日危城               | 2002        | PC, MAC           |
| 末日危城：亞蘭納傳奇   | 2003        | PC                |
| 末日危城II             | 2005        | PC                |
| 末日危城II：破碎的世界 | 2006        | PC                |
| 最高指揮官             | 2007        | PC, Xbox 360      |
| 最高指揮官：鋼鐵同盟   | 2007        | PC                |
| Space Siege            | 2008        | PC                |
| 神人                   | 2009        | PC                |
| 最高指揮官 2           | 2010        | PC, MAC, Xbox 360 |
| 世紀帝國Online         | 2011 - 2012 | PC                |
| Kings and Castles      | 凍結        | ?                 |
| Wildman                | 取消        | PC                |

## 外部連結
戰遊網西雅圖的徵才頁面 - Wargaming.com

戰遊網西雅圖的 Linkedin 專頁